# كرة دان
كرة دان هي قرية في مقاطعة سميرم، إيران. عدد سكان هذه القرية هو 384 في سنة 2006.